# سلامتها أم حسن (أغنية)

سلامتها أم حسن أغنية للمغني أحمد عدوية  صدرت عام 1973، كتب الكلمات  حسن ابو عتمان  ووضع اللحن فاروق سلامة. حققت الأغنية نجاحاً كبيراً جداً وبيع منها مليون نسخة  وكانت مفاجأة للمطربين والمطربات الكبار حيث أن انتشارها كان عن طريق شريط الكاسيت لعموم الناس، وأيضاً عن طريق النوادي الليلية وحفلات الزفاف والحفلات الخاصة لبعض الشرائح.

## صناعة الأغنية
كتب الكلمات "حسن أبو عتمان" وهو حلاق الشعر الخاص بالمغني أحمد عدوية الذي التقى به في قهوة التجارة وأصبح شاعره المفضل، حسب ما جاء في اللقاء التلفزيوني بين عدوية والفنانة إسعاد يونس في برنامجها "صاحبة السعادة"، وأوضح عدوية أن عتمان كتب لعمالقة الغناء الشعبي أمثال محمد رشدي.
وضع موسيقى الأغنية الموسيقي والملحن المصري فاروق سلامة عازف الأكورديون المميز الذي ظهر مع عبد الوهاب عام 1963 واستمر العازف الرئيسي في حفلات أم كلثوم وهو أول من أضاف الربع تون على آلة الأوكورديون.
قال فاروق سلامة في البرنامج التلفزيوني السعودي "يا هلا بالعرفج" أنه كان يقيم بشارع محمد علي بوسط القاهرة، وعندما أصبح عازف الأوكورديون لفرقة أم كلثوم التقى بالمغني حديث الظهور "عدوية" وتدخل في لحن أغنية "السح الدح أمبو" التي رفضتها كل شركات إنتاج الكاسيت مع إعجابهم بصوت عدوية ولكنهم طلبوا تلحين أغنية أخرى لإنتاجها. سافر إلى بيروت ولحق به عدوية لتسويق أغنية "السح الدح" وفشلوا هناك أيضا. التقط عازف الأوكورديون "الشيخ طه" المغني عدوية واصطحبه إلى الشركة الوليدة "عالم الفن" لصاحبها عاطف منتصر وأثناء استماعهم للأغنية تواجد الشاعر مأمون الشناوي الذي قال أن "السح الدح" ستحقق نجاحاً كبيراً وهي التي سترفع أسم شركة عالم الفن عالياً، وصدرت الأغنية على شريط كاسيت عالم الفن بينما كان عدوية يعمل عازف إيقاع (ينقر على الدف) في ملهى ليلي في طرابلس بليبيا مع فريق موسيقي، وحمل اليه الليبيين أجهزة الكاسيت بأغنيته الناجحة التي كتب عليها أنها من لحن الشيخ طه وكلمات "الريس بيرة". سارع عدوية بالعودة للقاهرة وعمل بملهى "رمسيس الهرم" وقدم أغنية "أم حسن" لشركة الكاسيت وتم إنتاجها. قال الملحن فاروق سلامة أن مغزى الأغنية سياسي تماماً يتحدث عن وضع مصر بعد هزيمة 1967. بينما صرح عدوية في لقاء مع إسعاد يونس في برنامجها التلفزيوني "صاحبة السعادة" أن "أم حسن" هي والدته "ورد الشام" التي أحبها كثيراً وأطلق اسمها على ابنته "ورد".
كتب الناقد طارق الشناوي في صحيفة المصري اليوم: "شاعر الأغنية قال إنه كتبها على جراح مرارة الهزيمة، فهو حسن وأمه مصر"، وتساءل الشناوي في نهاية مقاله: "والسؤال إذا كانت (أُم حسن) هى مصر، فمن هو (كراكشنجى) في الأغنية الشهيرة (كراكشنجى دبح كبشه/ يا محلى مرقة لحم كبشه)"، ملمحاً إلى احتمال كذب صناع الأغاني عن تفسير كلماتهم.

## رفض بث الأغنية
جاءت "سلامتها أم حسن" مع بداية ظهور عدوية في السبعينيات، وانبهر به عبدالحليم حافظ ومحمد عبدالوهاب، وطالبا بضمه إلى الإذاعة، وكان على الإذاعة المصرية وقتها إجراء اختبار لأي صوت قبل إجازته للبث الإذاعي، مع الوضع في الإعتبار أنه لم يكن هناك أي إذاعات خاصة أو قنوات فضائية وكانت الإذاعة الرسمية المملوكة للدولة هي القناة الوحيدة للوصول إلى المستمع في مصر وأيضاً حول العالم. ولكن شريط الكاسيت كان قد ظهر وأصبح وسيلة سهلة للانتشار بين المستمعين، وأيضا زاد الطلب على المغنيين والعازفين في حفلات الزفاف كما تلقفت الملاهي الليلية أعداد كبيرة من الفنانين. رفض عدوية المثول أمام لجنة الاستماع، وتحفظت الإذاعة على بث أغنياته، باعتبارها أغاني مسيئة للذوق العام، وفقد الإعلام الحكومي صوت عدوية وأغنياته التي كان لها صدى كبير. دعمت الدولة عدوية بشكل غير مباشر حيث لم تطارد المصنفات الفنية شرائطه و"جهاز الرقابة على الكاسيت" لم يقف في طريقه، بعكس شرائط الشيخ إمام التي ظهرت في نفس فترة ظهور عدوية.
استمر منع بث أغاني عدوية في الإذاعة المصرية منذ "سلامتها أم حسن" ولمدة 40 عام، حتى تم الإفراج عنها عام 2014 مع بدء بث إذاعة "شعبيات إف إم".

## كلمات الأغنية
سلامتها ام حسن من العين ومن الحسد
وسلامتك ياحسن من الرمش اللي حسد
سلامتها سلامتها ام حسن
جالها الدور اللي ماشي والدور ما نيمهاشي
والعين ما سيبهاشي محسوده ام حسن
ملبوخه ليه ملبوخه من الفكر جالها دوخه
حرقت شبه وفسوخه ما راقتش أم حسن
عملولها الزار لطشها وكانو عيار دوشها
ياريت كان حد حاشها معذوره ام حسن
جرى ايه يام حسن لايميها واخجلي
لا بخور ولا زار بينفع ما تروقي وتعقلي
سلامتها ام حسن من العين ومن الحسد
وسلامتك ياحسن من الرمش اللي حسد
سلامتها سلامتها ام حسن 

## أغنية مثيرة للجدل
كتب بسام القصاص في مجلة السياسة مقالة تحت عنوان "تحت لهيب الشمس يغنى لا تحت أضواء الشموع"، يتناول حوار مع أحمد عدوية الذي قال: "أنا أغنى للطبقة الكادحة إذن أنا مغنى الشعب. حاربونى وأنا متربع على عرش الشهرة فسقطوا وبقيت أنا. أنا مغنى بسيط أغنى للعامل والمزارع والحرفى ولأبناء الطبقات الكادحة أجمعين واللى اكتشفوا أنني لا أغنى لهم فحسب ولكنى أخاطبهم من خلال الغناء، وأتكلم معهم مباشرة بلغتهم بلا حواجز، ولا تكلف، وادعاءات جوفاء. وكانت النتيجة أنهم ساعدوني ودعموني. وأنا حاقول أنا مغنى الطبقة الكادحة، والطبقات الكادحة هى الأغلبية، والأغلبية هي الشعب والشعب صاحب القرار الأول والأخير، وسر النجاح عند اللـه"، وتابع عدوية: "الناس يريدون أغنياتى بالنهار وتحت لهيب الشمس، لا تحت أضواء الشموع".
كتب محمود الرفاعي على موقع "الوطن" في 26 مارس 2017 عن حوار مع أحمد عدوية قال فيه: "أغنية سلامتها أم حسن التي اتهمنى البعض بأنها تسيء للذوق العام، المقصود بأم حسن في الأغنية هى مصر، وكنا نرمز لحسن بأنه سيعود مرة أخرى ويتشافى من الحسد والمرض الذي أصابه، وهنا نقصد فترة الحروب والأزمات السياسية بعد نكسة 67." 

## استقبال الأغنية
تعرض أحمد عدوية لهجوم شديد عند ظهور أغنيته "سلامتها أم حسن" عام 1973، ووصفه البعض بأنه رمز للغناء الرديء على الرغم من النجاح الجماهيري الكاسح الذي حققته خصوصا بين الفئات الشعبية.  حُظرت الأغنية من البث الإذاعي لأنها تسيئ إلى الذوق العام، كما طالب بعض النقاد بضرورة منعه من الغناء ولو بالقوة، وعلق آخرين أن عدوية ليس أول من غنى هذا النوع من الكلمات، إذ سبقته عايدة الشاعر بأغنيتها "كايدة العزّال أنا من يومي" و"الطشت قلي" التي تم بثها في الإذاعة المصرية عام 1968. وتخوف أستاذ الفلسفة عاطف عراقي من انهيار ثقافي بمصر .. بسبب هبوط الذائقة الغنائية من علو (بتلوموني ليه) إلى حضيض (سلامتها أم حسن). بينما فسر اليساريين أغنية "سلامتها أم حسن" على أنها أغنية وطنية، وفي هذا التفسير أصبح عبدالناصر الشاطر حسن، وأصبحت مصر هي أم حسن وأصبح "الدور اللي ماشي" هم "السوفيت".
قام عبد الحليم حافظ بتشجيع النجم الجديد عدوية، وكتب البعض أنه أخذ العظة من هجومه السابق على كمال حسني ومبارزته للمغني الشعبي محمد رشدي. حتى ان عبد الحليم غنى مع أحمد عدوية عام 1976 في حفلة واحدة. وفي وقت غنى عبدالحليم حافظ "السح الدح أمبو"، غنى عدوية "خسارة فراقك يا جارة". كتبت صحيفة اليوم السابع في 20 مارس 2017: "تحدث عدوية عن الصورة الكبيرة التي تجمعه مع عبد الحليم ومعلقة في ردهة المنزل بشكل لافت، صورة قال عنها عدوية وهو يستعيد الذكريات: "كنت شغال في الأريزونا، وسمعني حليم وكان معه الصحفي عصام بصيلة وعبد الرحمن خوجة اللبناني"، ويتابع عدوية قائلاً: "بعد ما انتهيت من الغناء، سألنى حليم "ماذا تعنى كركشنجى يا أبو حميد؟" فجاوبته "يا أستاذ حليم..كركشنجى هو الجزار اللى دبح كبشه يا محلا مرقة لحم كبشه أي  الشوربة"، فرد على: "إنت فتحت نفسي للأكل".

استغل بعض المغنيين نجاح عدوية بعد إصدار قرارات من هاني شاكر ونقابة المهن الموسيقية عام 2021 لتحد من نشاطهم وتقنن أوضاعهم وقال المغني عمر كمال خلال لقائه في برنامج "الحكاية" الذي يقدّمه عمرو أديب على قناة (إم بي سي (توضيح)) في نوفمبر 2021، إن "نوعية أغاني المهرجانات والراب هي الامتداد الطبيعي للغناء الشعبي المصري"، مستكملا: "الأغاني دي الامتداد الطبيعي لأغنية (السح الدح امبو) و(سلامتها أم حسن)."
استمر الهجوم على عدوية متمثلاً في أغنيته "سلامتها أم حسن" حتى أن وزير الثقافة المصري فاروق حسني الذي وقف في أواخر التسعينيات أمام مجلس الشورى ليرد على استجوابات النواب حول أسباب استعانته بمخرج اجنبي لتنفيذ احتفالية الألفية الجديدة بمنطقة أهرامات الجيزة. أثناء حديث فاروق حسني مع أعضاء المجلس، استخدم جملة أثارت غضب البعض، حيث أشار إلى استغرابه اعتراضهم على الاستعانة بمخرج أجنبي قائلا: "نقول بافاروتي يقولوا عدوية"، في إشارة إلى لوتشيانو بافاروتي مغني الأوبرا الإيطالي وأحمد عدوية نجم الأغنية الشعبية. رد عدوية على وزير الثقافة المصري في حوار لجريدة الوفد في مقالة طويلة عنوانها "باريس رقصت على أغنية سلامتها أم حسن". بدأ عدوية تصريحاته مؤكدا على ثقته في قيمته الفنية وانزعاجه من وضع وزير الثقافة له في مقارنة مع بافاروتي قائلا: "إذا كان هو أفضل مغني أوبرا في إيطاليا، فأنا أشهر مطرب شعبي في مصر والبلاد العربية، وأعتقد أن وزير الثقافة جانبه الصواب حين قارن بيني وبين بافاروتي لأن الغناء الشعبي يختلف عن غناء الأوبرا "ده لون وده لون."

## وصلات خارجية
https://pulpit.alwatanvoice.com/content/print/246130.html سلامتها أم حسن (أغنية)
https://www.youtube.com/watch?v=n7gvvHEeONs سلامتها أم حسن (أغنية)
https://www.youtube.com/watch?v=vX99G0HxgyE سلامتها أم حسن (أغنية)
https://www.youtube.com/watch?v=DMLtItUCfnA سلامتها أم حسن (أغنية)